# Оккьеппо-Супериоре
Оккьеппо-Супериоре (итал. Occhieppo Superiore) — коммуна в Италии, располагается в регионе Пьемонт, в провинции Бьелла.
Население составляет 2881 человек (2008 г.), плотность населения составляет 576 чел./км². Занимает площадь 5 км². Почтовый индекс — 13898. Телефонный код — 015.
Имеется приходской храм святого первомученика Стефана, покровителя коммуны, празднование 26 декабря.

## Демография
Динамика населения:

## Администрация коммуны
- Официальный сайт: http://www.comune.occhieppo-superiore.bi.it/ Архивная копия от 24 сентября 2009 на Wayback Machine